# Angela Lee
Angela Lee (Vancouver, 8 de julho de 1996) é uma lutadora de artes marciais mistas canadense com ascendência asiática. Atualmente, representa Singapura como atleta. Em 2015 estreou no MMA profissional pelo ONE Fighting Championship onde é a atual detentora do cinturão Peso Átomo.

## Cartel no MMA
| Cartel no MMA   |             |            |
| 12 lutas        | 10 vitórias | 2 derrotas |
| Por nocaute     | 1           | 1          |
| Por finalização | 7           | 0          |
| Por decisão     | 2           | 1          |

| Res.    | Cartel | Oponente               | Método                                    | Evento                              | Data       | Round | Tempo | Local     | Notas                                  |
| ------- | ------ | ---------------------- | ----------------------------------------- | ----------------------------------- | ---------- | ----- | ----- | --------- | -------------------------------------- |
| Vitória | 10-2   | Xiong Jing Nan         | Finalização (mata-leão)                   | One Championship:Century (Part 1)   | 12/10/2019 | 5     | 4:48  | Japão     | Defendeu o cinturão Peso Átomo.        |
| Derrota | 9-2    | Michelle Nicolini      | Decisão (unânime)                         | One Championship:Masters Of Destiny | 12/07/2019 | 3     | 5:00  | Malásia   | Luta válida pela categoria Peso Palha. |
| Derrota | 9-1    | Xiong Jing Nan         | Nocaute Técnico (socos e chutes no corpo) | One Championship:A New Era          | 31/03/2019 | 5     | 1:37  | Japão     | Disputa do cinturão Peso Palha.        |
| Vitória | 9-0    | Mei Yamaguchi          | Decisão (unânime)                         | One Championship:Unstoppable Dreams | 18/05/2018 | 3     | 5:00  | Singapura | Defendeu o cinturão Peso Átomo.        |
| Vitória | 8-0    | Istela Nunes De Souza  | Finalização (anaconda)                    | One Championship:Dinasty Of Heroes  | 26/05/2017 | 2     | 2:18  | Singapura | Defendeu o cinturão Peso Átomo.        |
| Vitória | 7-0    | Jenny Huang            | Nocaute Técnico (socos)                   | One Championship:Warrior Kingdom    | 11/03/2017 | 3     | 3:37  | Tailândia | Defendeu o cinturão Peso Átomo.        |
| Vitória | 6-0    | Mei Yamaguchi          | Decisão (unânime)                         | One Championship 42                 | 06/05/2016 | 5     | 5:00  | Singapura | Conquistou o cinturão Peso Átomo.      |
| Vitória | 5-0    | Rebecca Heintzman      | Finalização (mata-leão)                   | One Championship 39                 | 20/02/2016 | 2     | 1:08  | Indonésia |                                        |
| Vitória | 4-0    | Lena Tkhorevska        | Finalização (mata-leão)                   | One Championship 36                 | 11/12/2015 | 2     | 3:26  | Filipinas |                                        |
| Vitória | 3-0    | Natalie Gonzales Hills | Finalização (twister)                     | One Championship 33                 | 13/11/2015 | 1     | 2:24  | Filipinas |                                        |
| Vitória | 2-0    | Mona Samir             | Finalização (mata-leão)                   | One Championship 31                 | 27/09/2015 | 1     | 3:49  | Indonésia |                                        |
| Vitória | 1-0    | Aya Saber              | Finalização (chave de braço)              | One Championship 27                 | 22/05/2015 | 1     | 1:43  | Singapura | Estreia no One Championship            |